# Хастлер (Висконсин)
Хастлер (енгл. Hustler) град је у америчкој савезној држави Висконсин.

## Демографија
По попису из 2010. године број становника је 194, што је 81 (71,7%) становника више него 2000. године.
| Група             | 2000.        | 2010.       |
| Белци             | 113 (100,0%) | 187 (96,4%) |
| Афроамериканци    | 0 (0,0%)     | 0 (0,0%)    |
| Азијати           | 0 (0,0%)     | 1 (0,5%)    |
| Хиспаноамериканци | 0 (0,0%)     | 3 (1,5%)    |
| Укупно            | 113          | 194         |